# Tu viện Thánh Antôn Cả
Tu viện Thánh Antôn Cả là một tu viện thuộc Giáo hội Chính thống giáo Copt trong một ốc đảo trong sa mạc phía Đông của Ai Cập (thuộc sa mạc Sahara), ở phần phía nam của tỉnh Suwais (Suez Governorate), bên Cao nguyên đá Galala cao 1464 m. Ẩn sâu trong núi ở Hồng Hải, tu viện nằm cách 334 km (208 dặm) về phía đông nam Cairo.
Được xây dựng giữa những năm 361 và 363, đây là một trong những tu viện lâu đời nhất trên thế giới. Tu viện Thánh Antôn Cả được thành lập bởi những môn đệ của Thánh Antôn Cả, người được xem là một trong các tu sĩ Kitô giáo đầu tiên.
Tu viện Thánh Antôn Cả là một trong những tu viện nổi tiếng nhất ở Ai Cập và đã ảnh hưởng mạnh mẽ đến sự hình thành của một số tổ chức Giáo hội Chính thống giáo Copt, và đã thúc đẩy cách tu tập của các đan sĩ nói chung. Một số thượng phụ đã xuất thân từ tu viện này và hàng trăm người hành hương đến viếng tu viện mỗi ngày.

## Hình ảnh

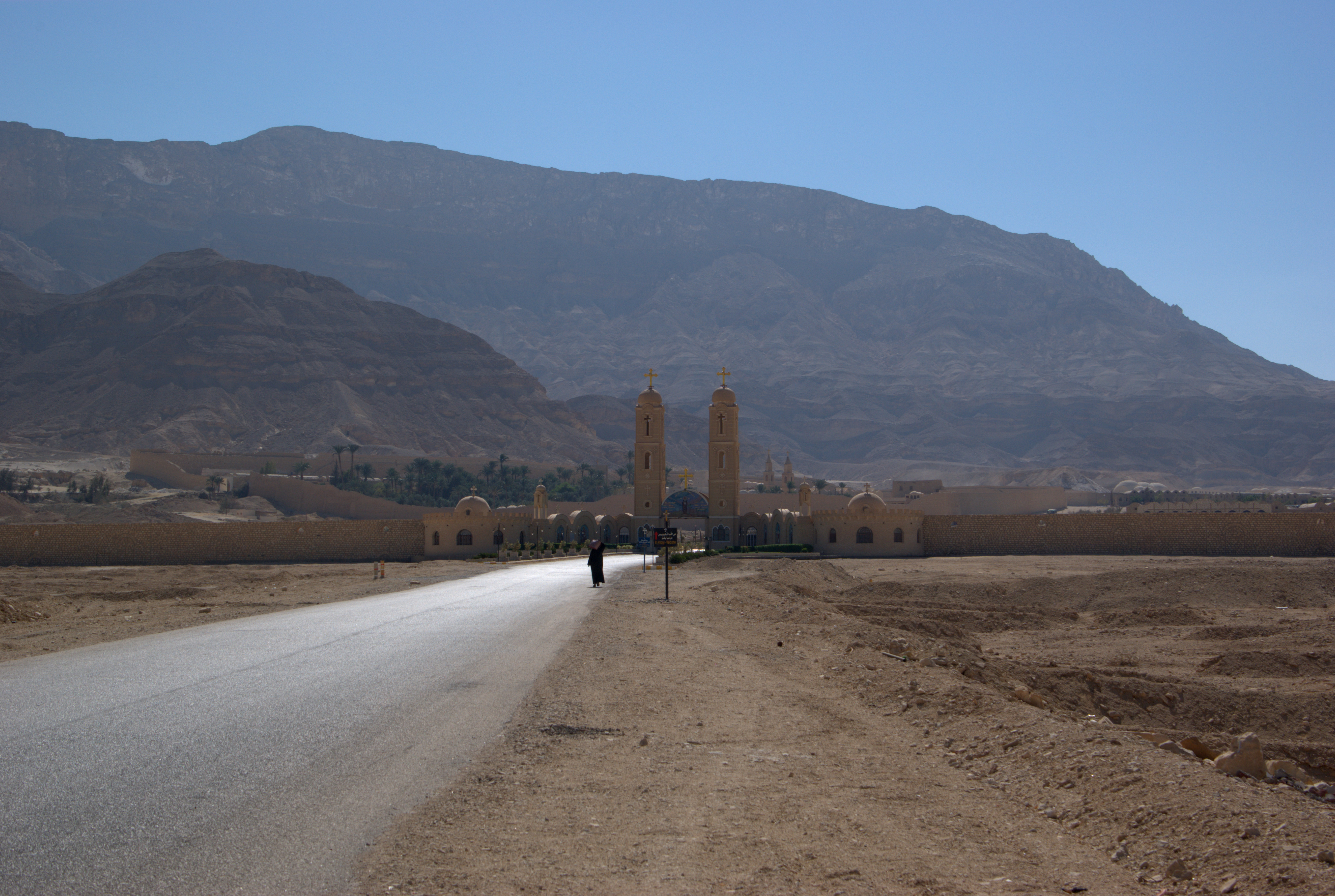
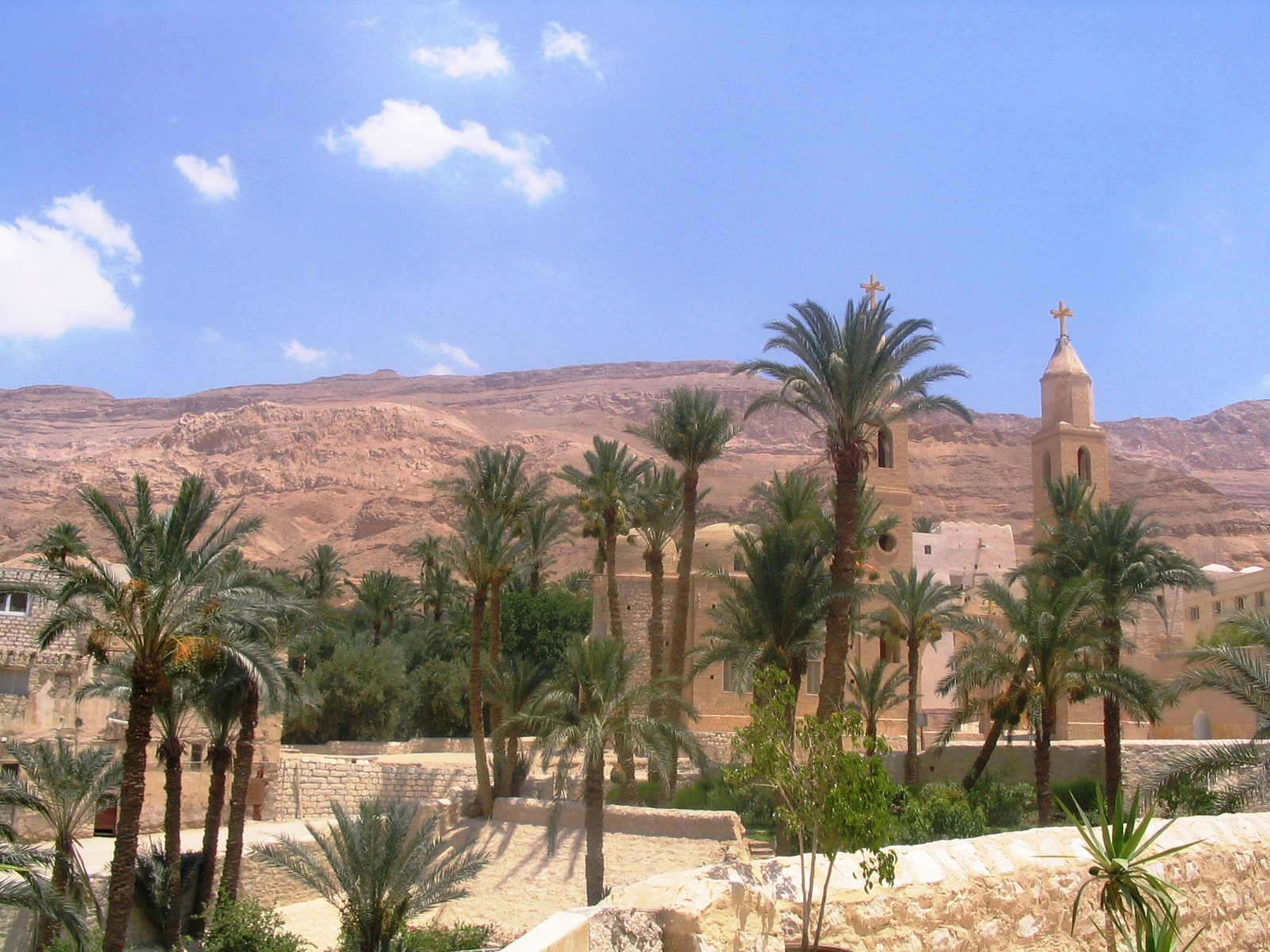
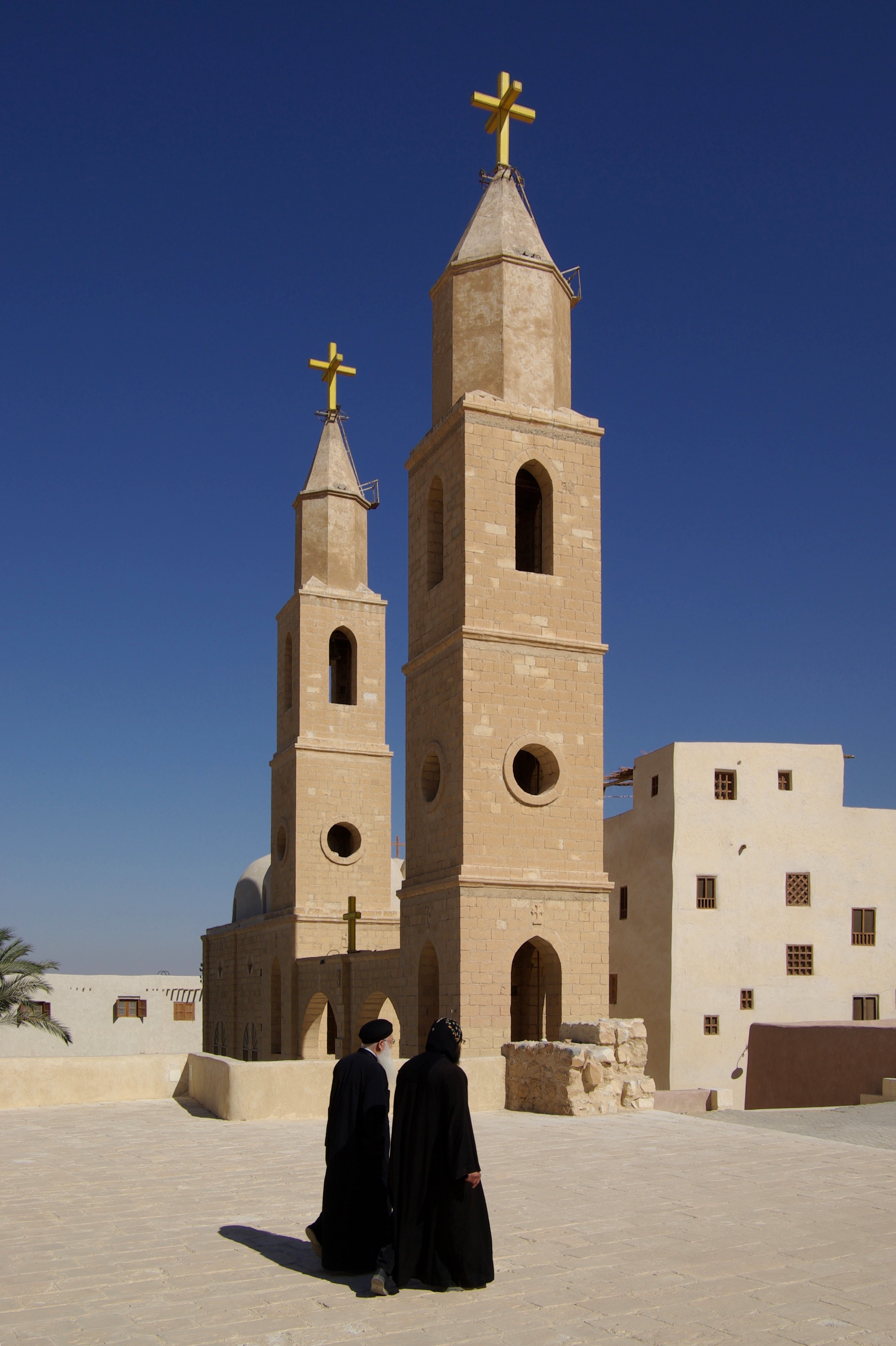
Tu viện chính
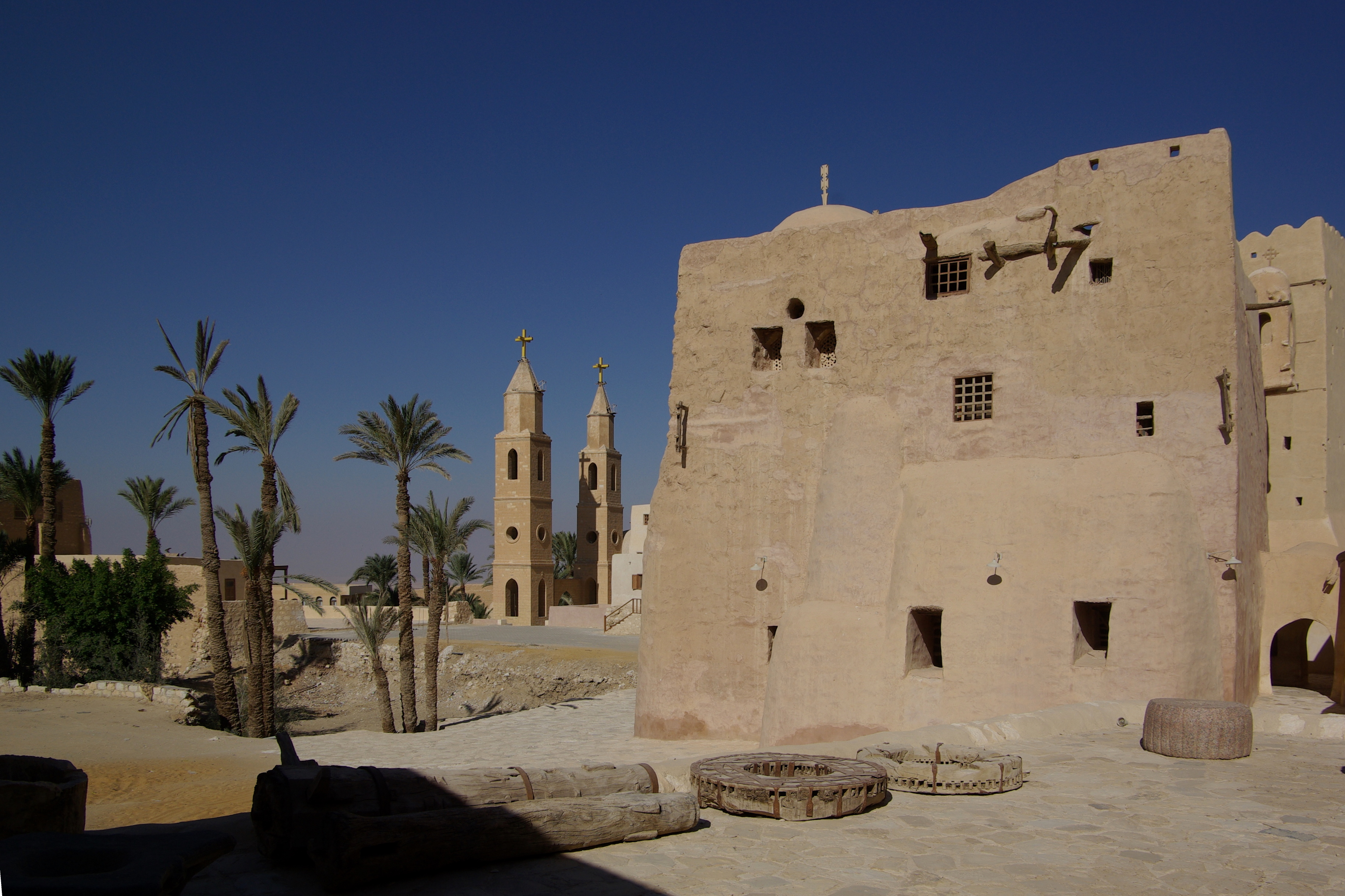
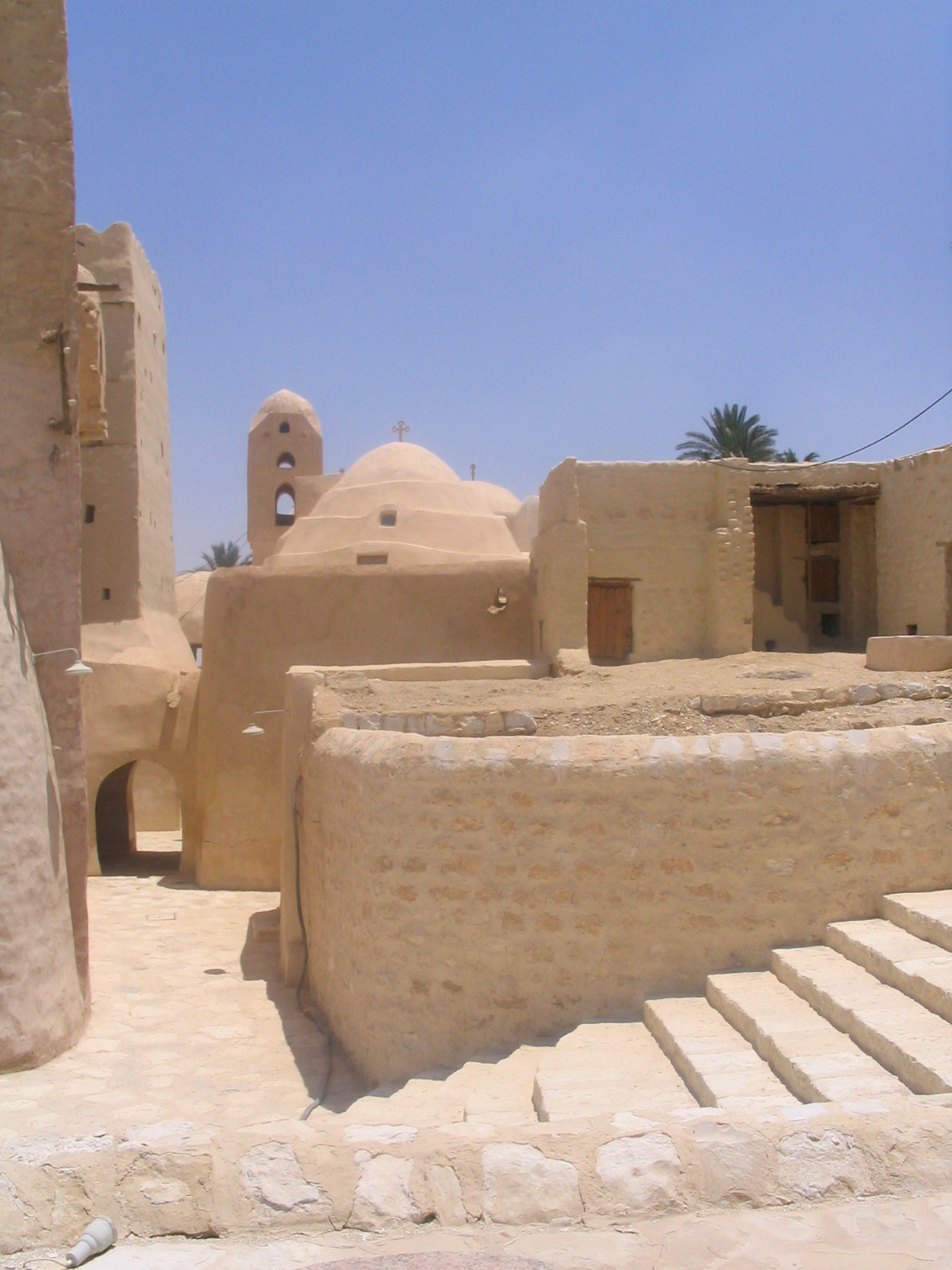
Bên trong
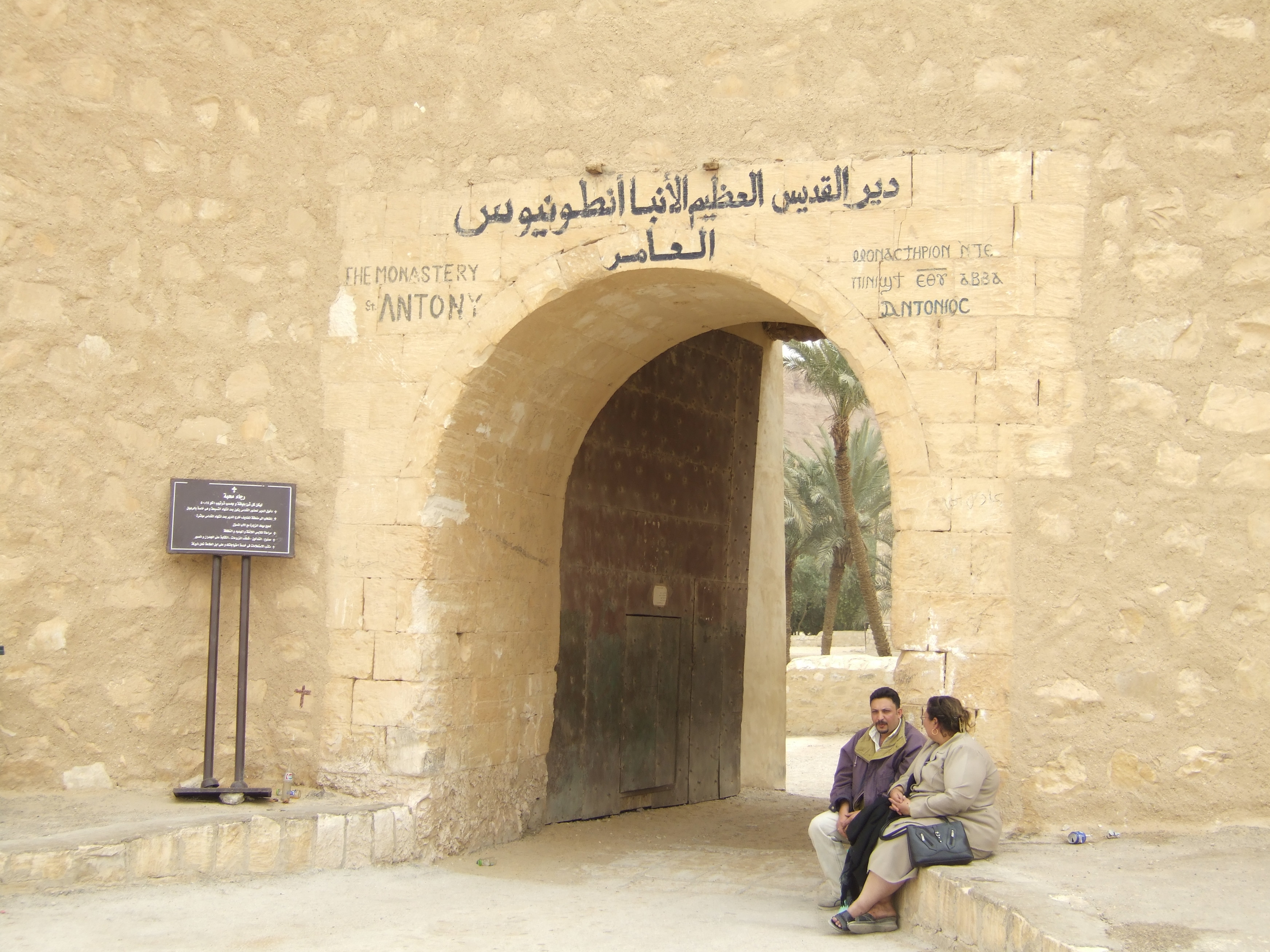
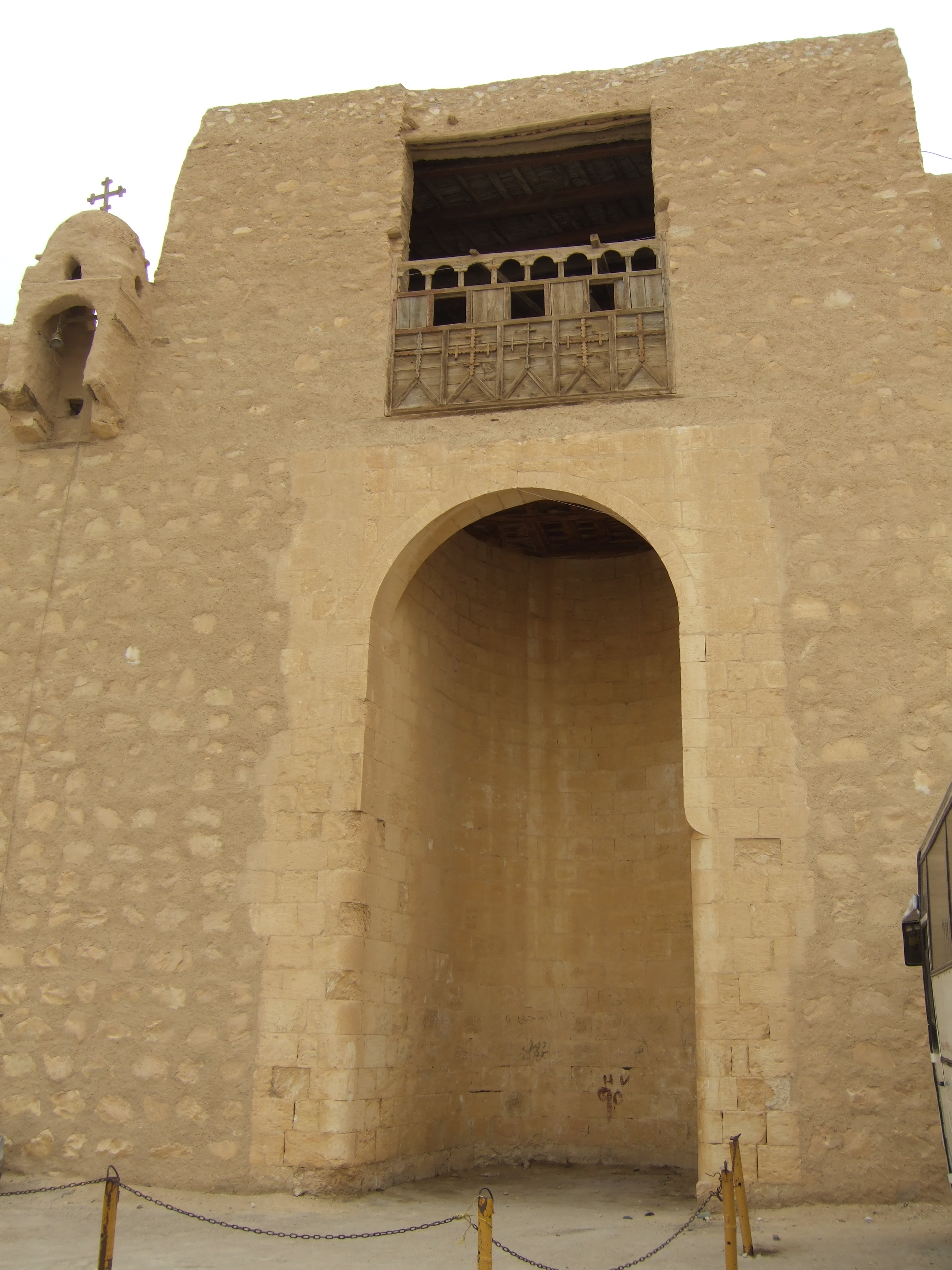
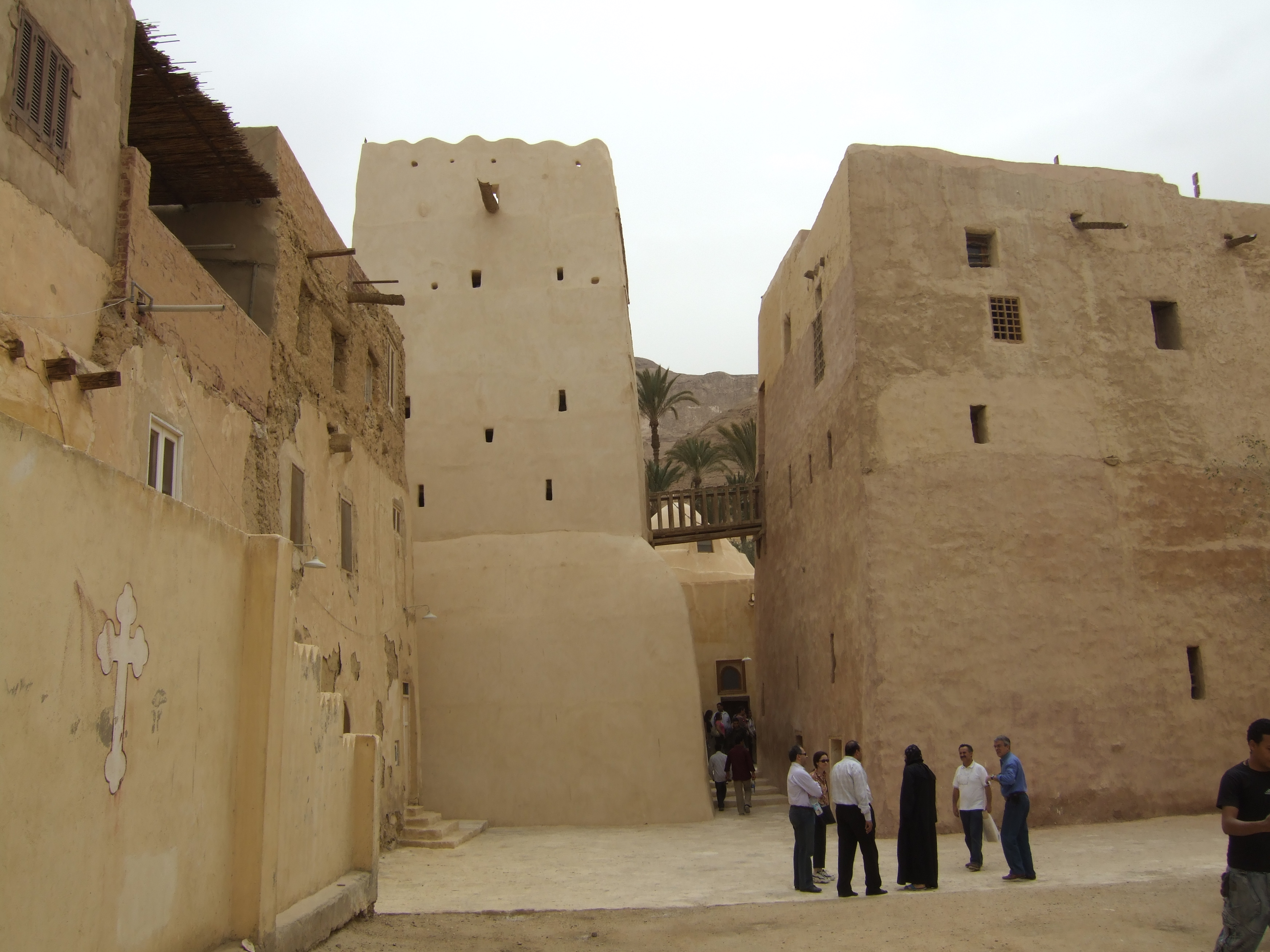
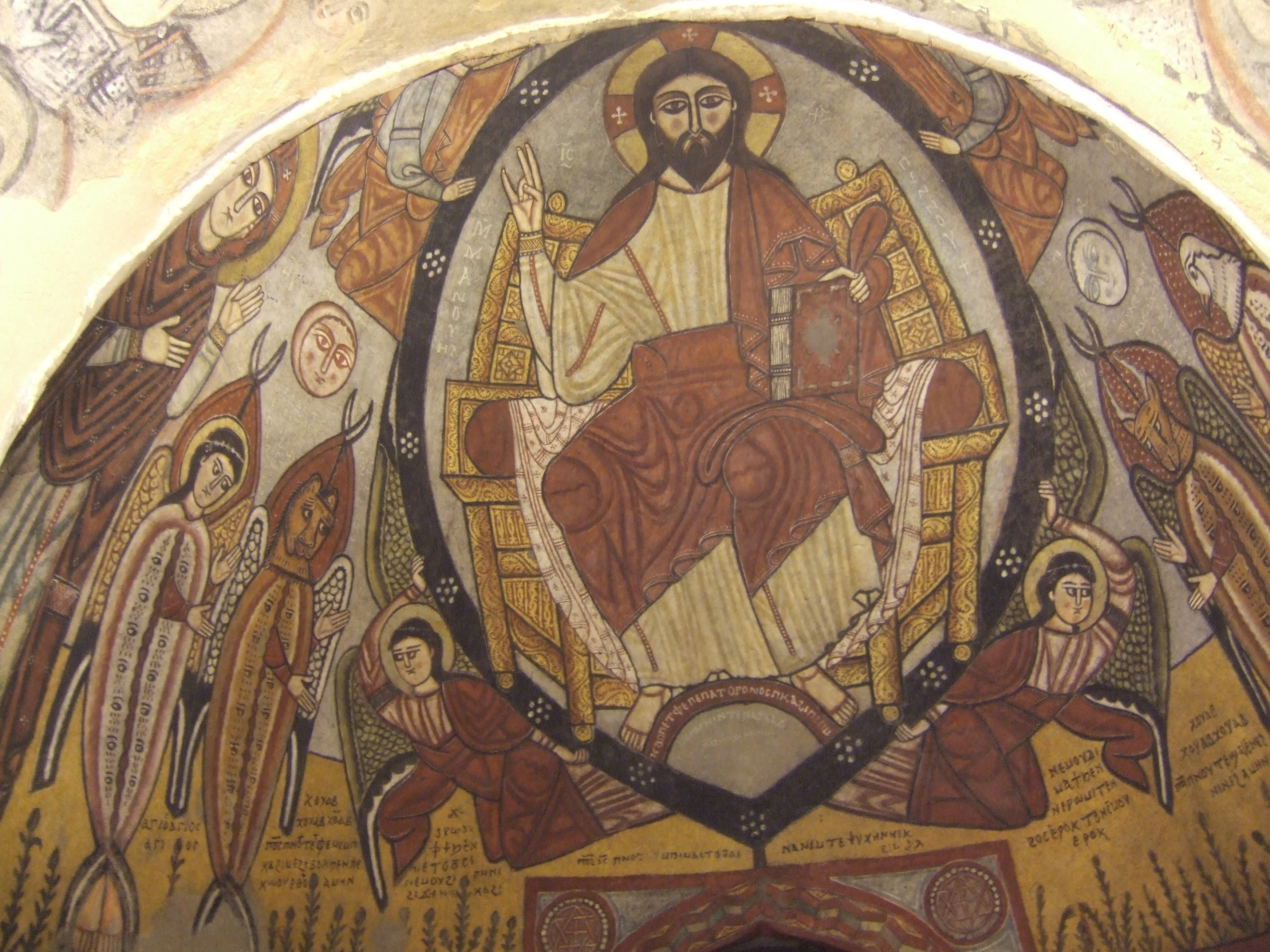
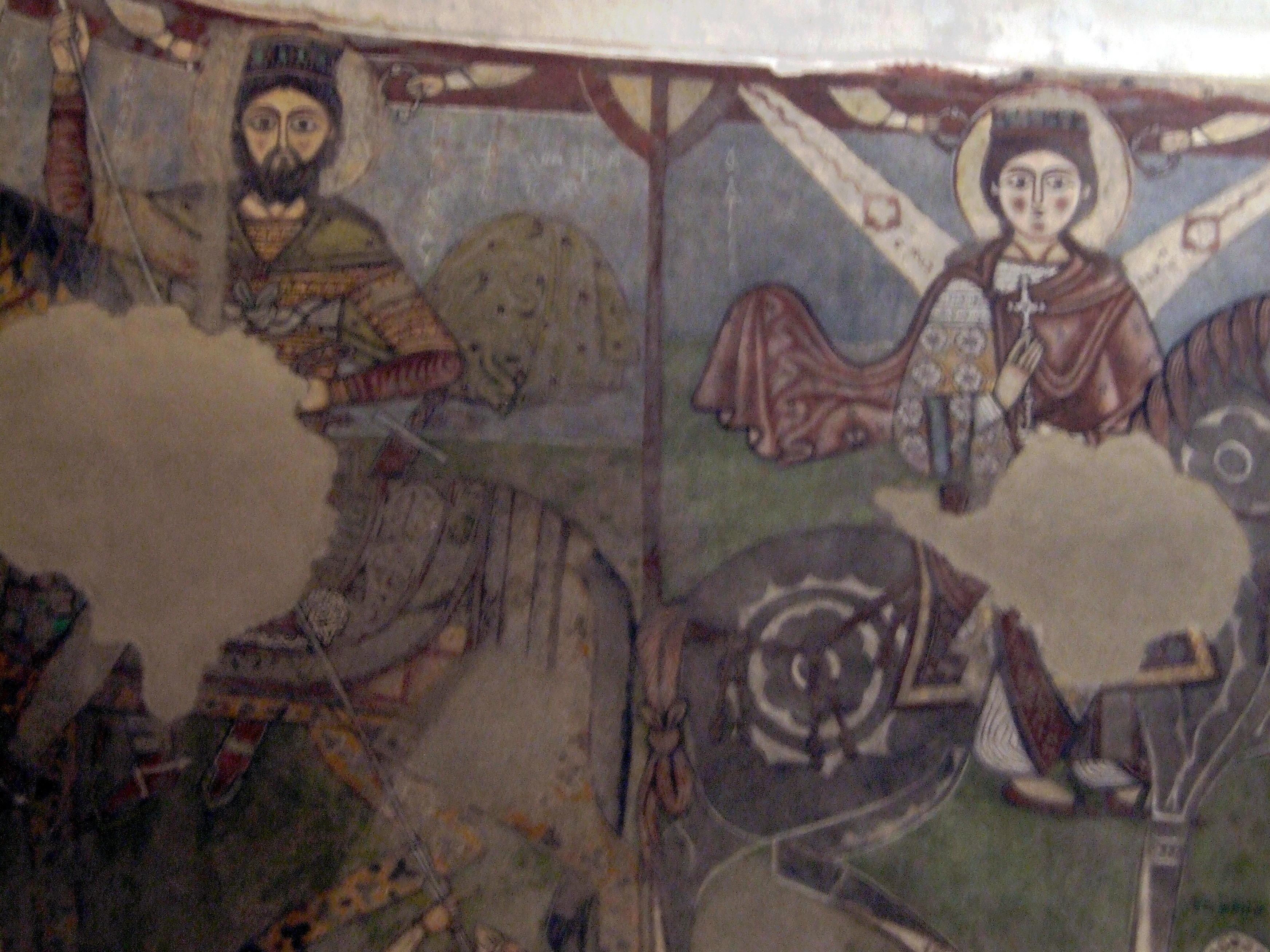
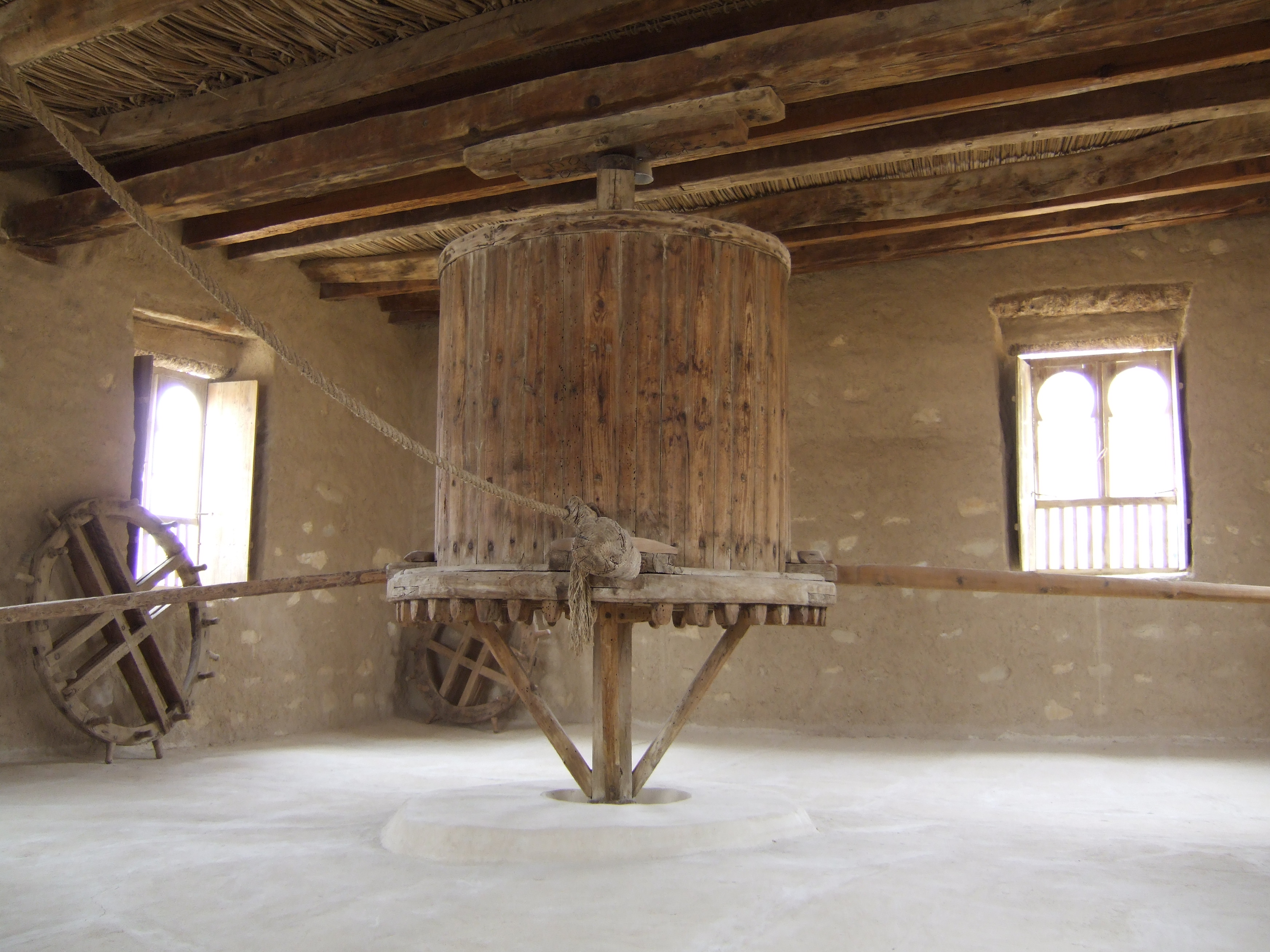
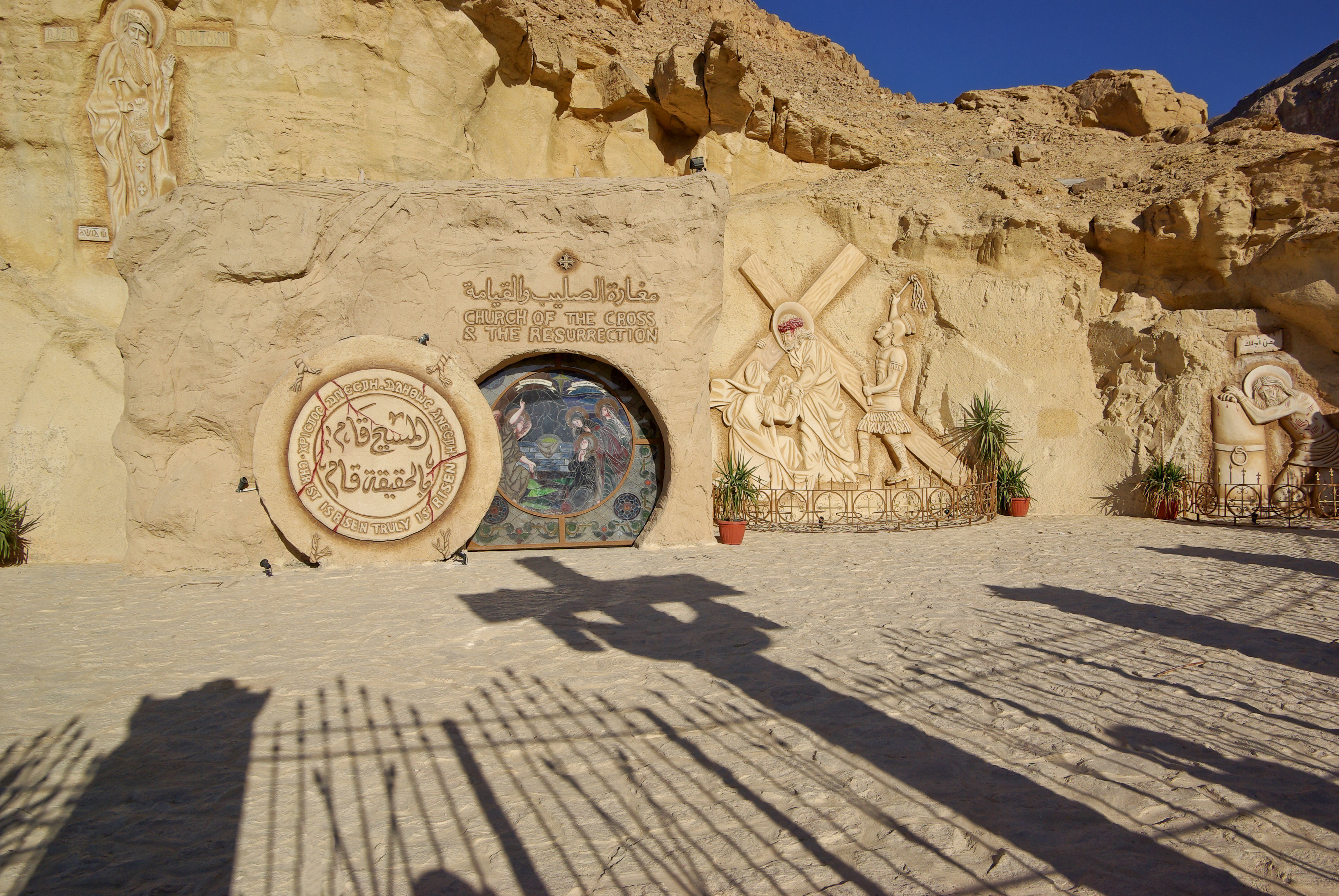